# Вильярреал, Паола
Паола Вильярреал (род. 5 октября 1984, Мехико) — мексиканская программистка, разработавшая приложение Data for Justice, оснащённое интерактивной картой Мексики, на которой сравниваются полицейские операции в районах, где преобладают белые, и в районах проживания меньшинств. Данные из приложения помогли отменить 20 000 судимостей за наркотики, несбалансированных по расовому признаку.

## Награды
В 2019 году Паола была включена в список 100 женщин Би-би-си за работу в области материнского здоровья.
Была включена в список новаторов Массачусетского технологического института «латиноамериканцы до 35 лет» за 2018 год.